# Bergia (Plantae)
Bergia, biljni rod jednogodišnjeg raslinja i polugrmova iz porodice pobaričina. Pripada mu dvadesetak vrsta raširenih po dijelovima Afrike, Azije, Amerike i Australije. 
Rod je opisan u Mantissa Plantarum 2: 152, 241. 1771.

## Vrste
1. Bergia aestivosa (Wight & Arn.) Steud.
2. Bergia ammannioides Roxb.
3. Bergia anagalloides (E. Mey. ex Fenzl) Walp.
4. Bergia auriculata G. J. Leach
5. Bergia barklyana G. J. Leach
6. Bergia capensis L.
7. Bergia decumbens Planch. ex Harv.
8. Bergia diacheiron Verdon ex G. J. Leach
9. Bergia erecta Guill. & Perr.
10. Bergia glomerata L. fil.
11. Bergia glutinosa Dinter & Schulze-Menz
12. Bergia henshallii G. J. Leach
13. Bergia koganii V. V. Nikitin
14. Bergia occultipetala G. J. Leach
15. Bergia pedicellaris (F. Muell.) F. Muell. ex Benth.
16. Bergia pentheriana Keissl.
17. Bergia perennis (F. Muell.) Benth.
18. Bergia polyantha Sond.
19. Bergia pusilla (F. Muell.) Benth.
20. Bergia salaria Bremek.
21. Bergia spathulata Schinz
22. Bergia suffruticosa (Delile) Fenzl
23. Bergia texana (Hook.) Seub. ex Walp.
24. Bergia trimera Fisch. & C. A. Mey.

## Sinonimi
- Bergella Schnizl.
- Lancretia Delile; Fl. Egypte, 213, t. 25 (1813)
- Merimea Cambess.; A. St.-Hil., Fl. Bras. Mer. 2: 160, t. 107 (1829)
- Sphondylococca Willd. ex Schult.; Syst. 6: p. 70: 799 (1820)